# 룽탄산역
룽탄산역(중국어: 龙潭山站)은 지린성 지린시 룽탄구에 위치한 철도역이다. 우편번호는 132021이다. 이 역은 1927년에 개업하였으며, 창투 철로 131.672 km 지점에 위치하며, 룽수 철로와 룽펑 철로의 기점이다. 현재는 화물운송 업무만을 취급하고 여객운송 업무는 취급하지 않으며, 역과 그 상하행 구간은 모두 전철화되지 않았다.

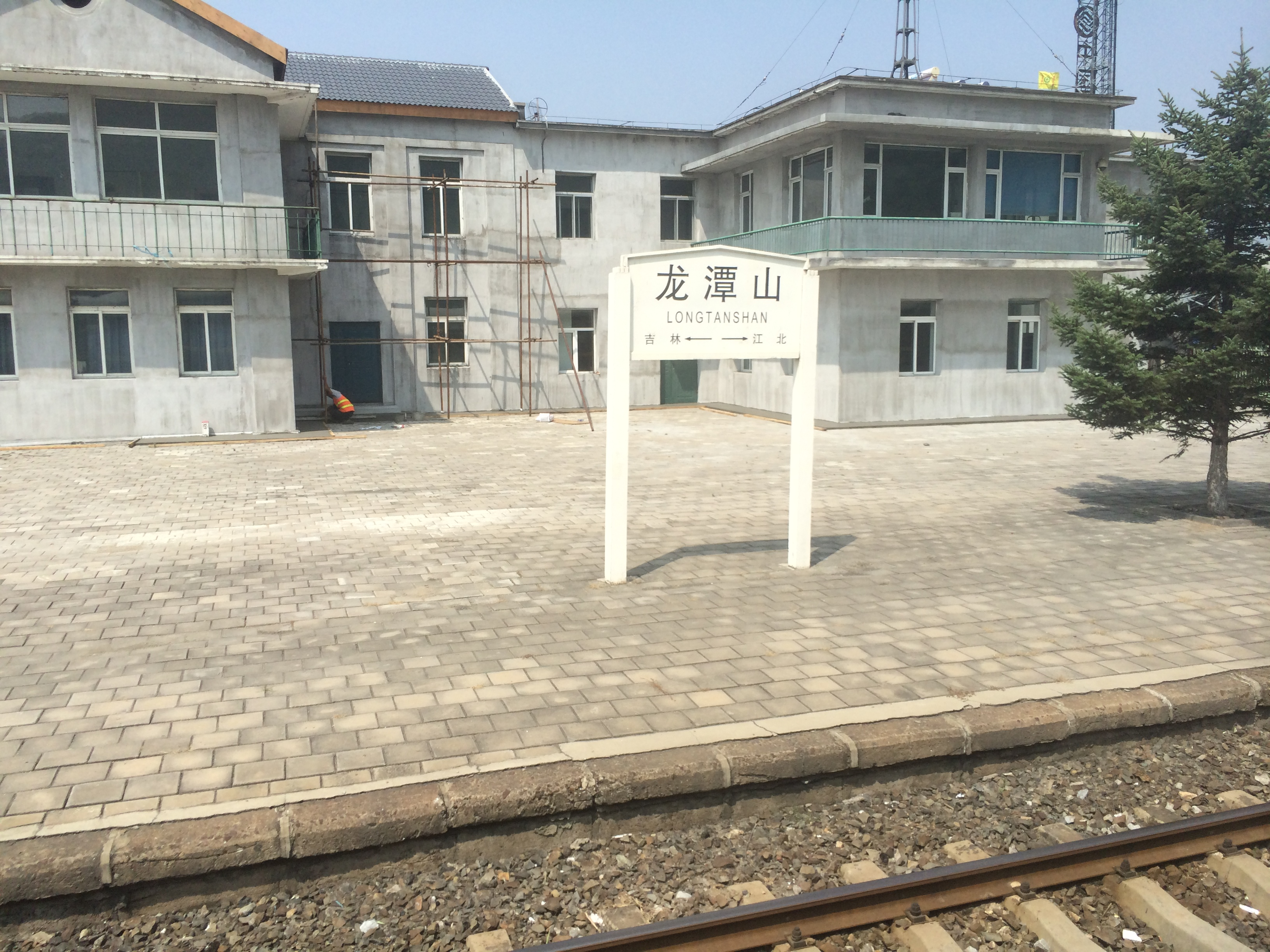
룽탄산역명판
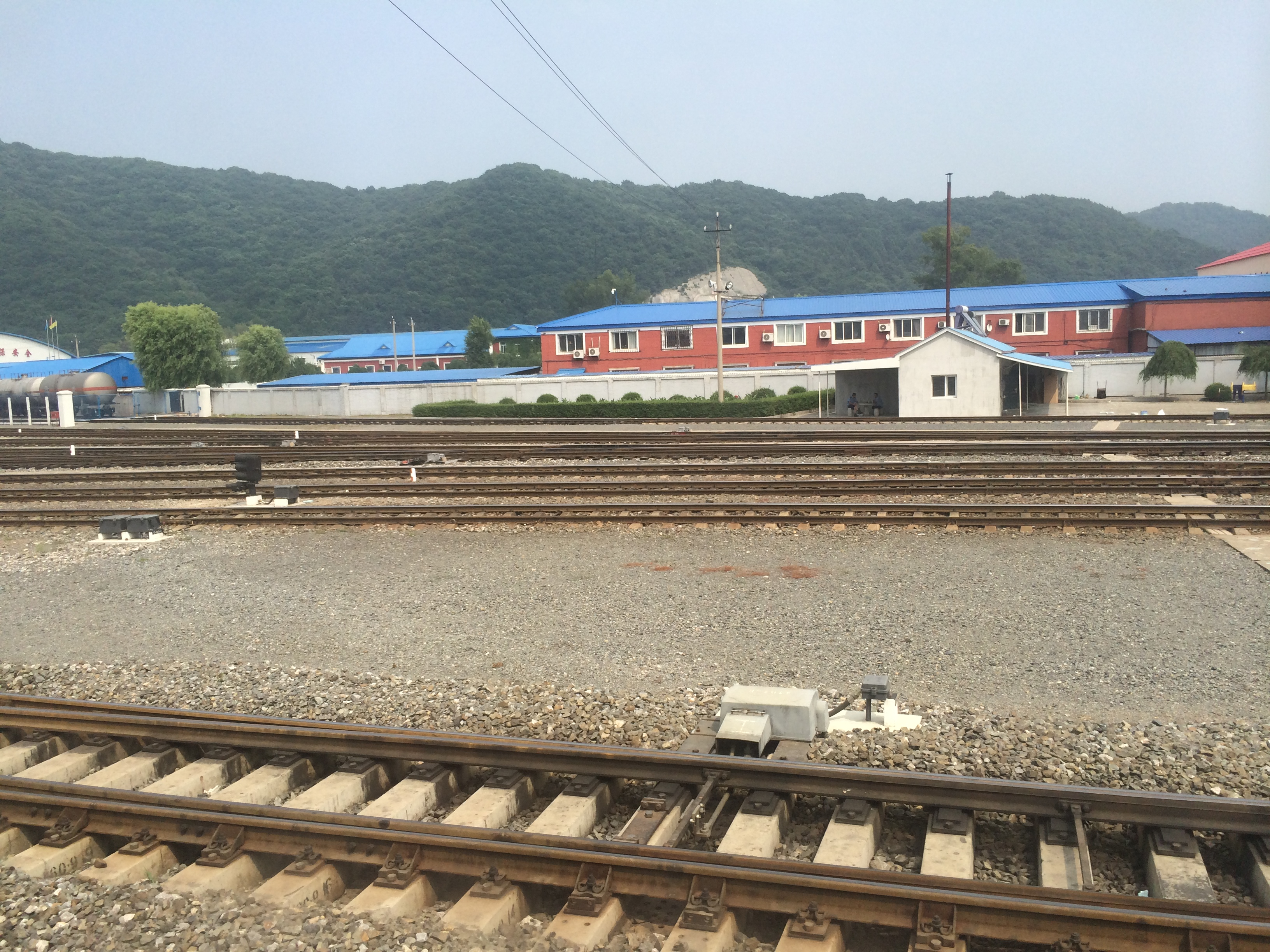
룽탄산역 승강장
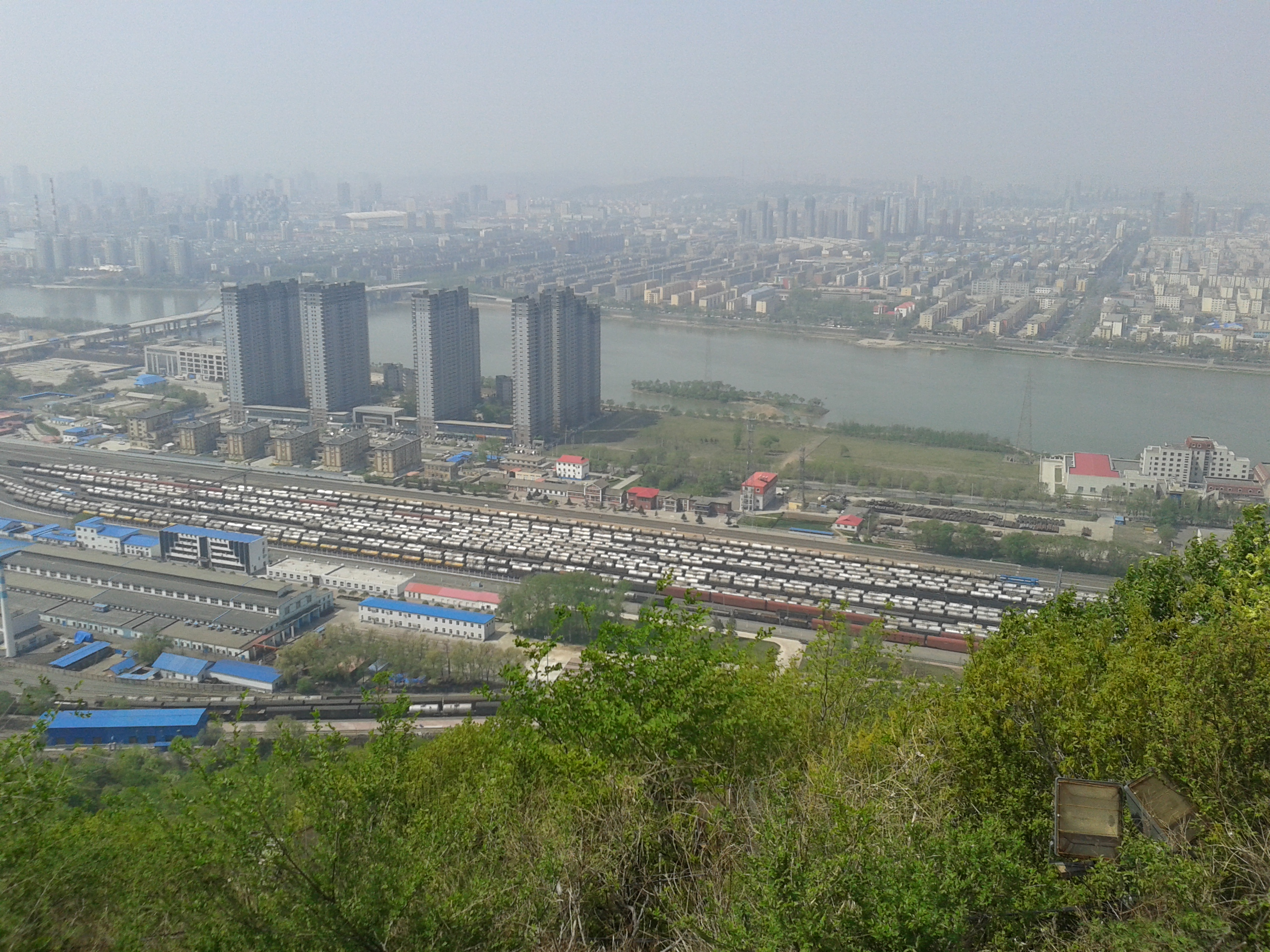
룽탄산에서 바라본 룽탄산역

## 인접역

### 중국 국철
- 창투 철로, 지수 철로
  - 지린역 ← 4 km 룽탄산역 3 km → 장베이역
- 룽펑 철로
  - 룽탄산역 8 km → 다창툰역

틀:룽펑 철로